# Tuzla

Tuzla er en by med 110.979 (2013) indbyggere i Bosnien-Hercegovina.
Mange arkæologiske fund viser, at mennesker har levet i området omkring Tuzla siden stenalderen. I starten af det 7. århundrede ankom slaverne og avarene, og Tuzla nævnes første gang som Salines (saltbyen) i midten af det 10. århundrede. 
I starten af det 14. århundrede kom området under dynastiet af Kotromanić, da Bosnien var den største stat på Balkan. Denne stat havde sin egen kirke – den bosniske kirke, som hverken var vest- eller østorienteret. 
De nordlige og nordøstlige dele af Bosnien blev besat af tyrkerne (det Osmanniske Rige) først i 1520. Med tyrkernes ankomst i området kom det til store ændringer i den nationale og trosrelaterede struktur.
Efter slaget ved Mohacs i 1526 flygtede mange bosniere over floderne Sava og Donau til området, som var erobret af ungarerne. Efter tyrkernes nederlag ved Wien i 1699 og grænsedannelsen ved floden Sava blev bosnierne fordrevet mod nord.
"Den store østkrise" (1875-1878) eller "østspørgsmålet" (delingen af de osmanniske områder i Europa, Asien og Afrika og til sidst Berlinerkongressen i 1878) medførte en stor omvæltning for befolkningen i Bosnien og Hercegovina. Østrig-Ungarn fik lov at forvalte Bosnien og Hercegovina, men befolkningen var ikke enige med dette og ydede kraftig modstand. Modstanden i Tuzla-området var anført af Mehmed Vehbi Šemsekadić som ankom til Tuzla med 1000 soldater den 7. august 1878. Inden han nåede til vestsiden af byen, voksede hans styrke med forsvarere fra Kladanj, Srebrenik, Lukavac og Zvornik.
Denne samlede styrke stoppede den østrig-ungarske arme den 9. august 1878 inden den nåede byen og tvang dem tilbage mod Gračanica, som blev befriet den 13. august 1878. Det østrig-ungarske fremstød fra Brčko og Bijeljina mod Tuzla tvang forsvarerne retur og Tuzla faldt i østrig-ungarske hænder den 22. september 1878. Efter tre måneders heftige kampe lykkedes det den østrig-ungarske arme i slutningen af oktober 1878 at okkupere hele Bosnien og Hercegovina.
Området omkring Tuzla, som havde mange naturlige rigdomme (salt, tobak, jern, skove), var meget vigtigt for det østrig-ungarske styre, som åbnede det første saltværk i 1885 i Simin Han og det andet i 1891 i Kreka. I 1885 åbnede Kreka-kulminen, som var største på det tidspunkt i Bosnien og Hercegovina.
For at fremme industrien og militærets behov (på grund af den geografiske beliggenhed), var det vigtigt at bygge transportveje. Den 29. april 1886 åbnede smalsporsjernbanen Doboj – Simin Han, som havde en længde af 67 km. 
Efter den østrig-ungarske okkupation kom det til stor udvandring fra Bosnien og Hercegovina til Tyrkiet. Muftien fra Tuzla, Mehmed Teufik Azabagić, appellerede til befolkningen om at blive i deres hjem og ikke forlade dem, da det er forkert ifølge den muslimske tro. På det tidspunkt indvandrede mange katolikker og en mindre del jøder. På trods af at mange muslimer udvandrede fra denne del af Bosnien og Hercegovina, så var der i 1910 flere bosniere end alle andre nationaliteter.
Med dannelsen af Kongeriget af Serbere, Kroater og Slovenere i 1918 blev området forbundet med Beograd, dvs. kongestyret.
Efter at Kongeriget Jugoslavien kapitulerede i starten af den 2. verdenskrig, blev hele Bosnien og Hercegovina en del af Den Uafhængige Stat Kroatien (NDH – Nezavisna Država Hrvatska) . Den kongelige administration i byen blev overtaget af Ustaša-styret som begyndte at likvidere og uddrive befolkningen, og at deportere jøderne og serberne fra området. Denne fremgang førte til modstand hos befolkningen som søgte ind til partisangrupperne. 
Partisanenhederne kom ind i Tuzla første gang den 2. oktober 1943 og anden gang den 17. september 1944, og fra den dag til krigens afslutning, forblev Tuzla centrum for hele området. 
Et vigtigt tidspunkt i byens udvikling skete i tiden under Den Socialistiske Føderative Republik Jugoslavien (1945-1992). Den første vigtige udvikling var byggeriet af jernbanen Brčko – Banovići (92 km) i 1946, som forbandt området med andre dele af Jugoslavien. Der blev åbnet nye kulminer for at sikre efterkrigens behov for industrien, jernbanerne, kulværkerne mm. 
I starten af 1960 kom det til stor import af olie som ramte området hårdt, da mange mennesker, som arbejdede i kulminerne, blev arbejdsløse. Foruden kulproduktion var der stor produktion af salt, som dækkede behovet for kemiindustrien. 
Foruden byggeriet af jernbanen Brchko – Banovichi byggedes jernbanelinjen Tuzla – Zvornik og linjerne Tuzla – Brchko, Tuzla – Sarajevo, Tuzla – Bijeljina, Tuzla – Doboj mm. blev moderniseret, og i Dubrava, tæt ved Tuzla, blev der bygget en lufthavn.